# Пйотрова
Пйотрова (пол. Piotrowa, нім. Petersdorf) — село в Польщі, у гміні Немодлін Опольського повіту Опольського воєводства.
Населення — 175 осіб (2011).

## Демографія
Демографічна структура станом на 31 березня 2011 року:
|          | Загалом | Допрацездатний вік | Працездатний вік | Постпрацездатний вік |
| -------- | ------- | ------------------ | ---------------- | -------------------- |
| Чоловіки | 91      | 16                 | 68               | 7                    |
| Жінки    | 84      | 13                 | 52               | 19                   |
| Разом    | 175     | 29                 | 120              | 26                   |